# Janów Podlaski (gemeente)
De gemeente Janów Podlaski is een landgemeente in het Poolse woiwodschap Lublin, in powiat Bialski.
De zetel van de gemeente is in Janów Podlaski.
Op 30 juni 2004 telde de gemeente 5560 inwoners.

## Oppervlakte gegevens
In 2002 bedroeg de totale oppervlakte van gemeente Janów Podlaski 135 km², waarvan:
- agrarisch gebied: 75%
- bossen: 17%

De gemeente beslaat 4,9% van de totale oppervlakte van de powiat.

## Demografie
Stand op 30 juni 2004:
| Omschrijving                   | Totaal | Totaal | Vrouwen | Vrouwen | Mannen | Mannen |
| ------------------------------ | ------ | ------ | ------- | ------- | ------ | ------ |
| eenheid                        | aantal | %      | aantal  | %       | aantal | %      |
| inwoners                       | 5560   | 100    | 2786    | 50,1    | 2774   | 49,9   |
| bevolkingsdichtheid (inw./km²) | 41,2   | 41,2   | 20,6    | 20,6    | 20,5   | 20,5   |

In 2002 bedroeg het gemiddelde inkomen per inwoner 1409,41 zł.

## Aangrenzende gemeenten
Biała Podlaska, Konstantynów, Leśna Podlaska, Rokitno. De gemeente grenst aan Wit-Rusland.